# Скрипник Юрій Олексійович
	Скрипник Юрій Олексійович, (	нар. 10 червня 1931 — пом. 8 жовтня 2014) — вчений, педагог, винахідник, Заслужений діяч науки і техніки України (1998р.) 2, доктор технічних наук, професор, видатний фахівець в галузі створення адаптивних приладів і сенсорних систем для контролю параметрів технологічних процесів і навколишнього середовища,у тому числі з: розвитку наукової теорії і винаходам у галузі приладобудування з проектування засобів вимірювання з періодичним порівнянням, методів і засобів автоматичної корекції прогресуючих похибок сенсорів і приладів на їх основі; структурно-часової надлишковості вимірювань; створення багатофункціональних вимірювальних перетворювачів на основі оборотних електричних ефектів; вимірювання слабких електромагнітних випромінювань для досліджень взаємодії електромагнітних полів людини з матеріалами одягу та взуття; створення радіометричної апаратури діапазону надвисоких частот; дослідженням наукових основ створення адаптивних приладів і сенсорних систем для контролю параметрів технологічних процесів, навколишнього середовища та оцінювання їх впливу на фізичний та психічний стан людини; автоматизації контролю технологічних процесів.
Вце-президент, академік Української технологічної академії, керівник її галузевого відділення "Технології інформатики, інженерних мереж життєзабезпечення та автоматизація виробництва" (1992 – 2012рр.) 3. 
Відзначений нагрудним знаком "Винахідник СРСР", лауреат Міжнародного відкритого рейтингу популярності та якості "Золота фортуна" у номінації "Кращий винахідник" (2001р.), переможець Всеукраїнського конкурсу «Кращий винахідник року» (2003р.), нагороджений Почесною грамотою Кабінету Міністрів України (2005р.), визнаний з 2006р. стипендіатом Президента України 4.

## Біографія
Народився в 1931р. в м. Луганськ. В шкільні роки виявляв інтерес і спроможності креативного сприйняття точних наук - фізики, математики, хімії. У 1948р. після закінення з золотою медаллю навчання у середній загальноосвітній школі вступив до Київського політехнічного інституту (КПІ), який з відзнакою закінчив в 1954р. До 1957р. за цільовим направленням працював на посаді старшого інженера конструкторського бюро Київського заводу «Реле і автоматики».
У 1957р. вступає до аспірантури Київського політехнічного інституту, в якому згодом з 1960р. розпочав викладацьку діяльність спочатку на посаді асистента, а потім доцента. 
У 1961р. захищає в Московському енергетичному інституті кандидатську дисертацію на тему «Принципи побудови одноканальних модуляційних пристроїв для вимірювання комплексних величин». Результати досліджень дисертаційної роботи стали в подальшому основою для створення та діяльності під його керівництвом потужного наукового напряму і визнаної за ефективністю наукової школи «НАУКОВА ШКОЛА: НАУКОВІ ОСНОВИ СТВОРЕННЯ АДАПТИВНИХ ПРИЛАДІВ І СЕНСОРНИХ СИСТЕМ ДЛЯ КОНТРОЛЮ ПАРАМЕТРІВ ТЕХНОЛОГІЧНИХ ПРОЦЕСІВ, НАВКОЛИШНЬОГО СЕРЕДОВИЩА ТА ОЦІНКИ ЇХ ВПЛИВУ НА ФІЗИЧНИЙ ТА ПСИХІЧНИЙ СТАН ЛЮДИНИ» 5.
Наукові дослідження за обраним напрямом продовжив в Інституті електродинаміки АН УРСР, де в 1964—1971рр працював послідовно на посадах старшого наукового співробітника, а потім завідувача науково-дослідної лабораторії автоматизації непрямих вимірювань. Здобутки наукової діяльності дозволили йому здійснити роботу над докторською дисертацією «Основи теорії і принципи побудови вимірювальних приладів періодичного перетворення (з тимчасовим розділенням перетворювальних ланцюгів)», яка була ним захищена в 1968р. у Київському політехнічному інституті. В 1969р. йому присвоєна наукова ступінь доктора технічних наук.
У 1971р. за запрошенням та на конкурсних засадах переходить працювати до Київського технологічного інституту легкої промисловості (КТІЛП), на посаді завідувача кафедри електротехніки. У 1972—2000рр. працює завідувачем кафедри автоматизації та комплексної механізації хіміко-технологічних процесів цього інституту. У цей період часу в 1973р. отримав вчене звання професора по цій кафедрі та в 1978—1981рр. працював проректором з наукової роботи КТІЛП. У 1978р. кафедрою була організована Галузева науково-дослідна лабораторія давачів вологості та приладів контролю Мінлегпрому СРСР при КТІЛП, наукове керівництво якої здійснював з самого початку та незмінно Ю.О.Скрипник. 
Під керівництвом Ю.О.Скрипника для студентів, була розроблена спеціальна робоча програма «Основи наукових досліджень», подальший розвиток отримала підготовка кандидатів наук за двома спеціальностями: 05.13.07 - «Автоматичне управління технологічними процесами» та 05.11.13 - «Методи контролю складу і властивостей речовин». У 1976—1979рр. на кафедрі діяла відповідна спеціалізована вчена рада із захисту кандидатських дисертацій.
Кафедра налагодила співпрацю з багатьма науково-дослідними інститутами та промисловими підприємствами в галузі приладобудування, в тому числі з заводом «Арсенал» та ВО ім. С.П. Корольова у м. Києві, Краснодарським заводом радіовимірювальних приладів тощо. За результатом цієї діяльності з'явилися монографії «Модуляційні вимірювання параметрів сигналів і ланцюгів» (Москва, «Радянське радіо», 1975р.), «Вимірювальні прилади періодичного порівняння» (Москва, «Енергія», 1975р. «Підвищення точності вимірювальних пристроїв» (Київ, «Техніка», 1976р.), навчальний посібник «Вимірювальні пристрої з комутаційно-модуляційними перетворювачами» (Київ, «Вища школа», 1975р.) 4. 
З часу заснування в травні 1997р. Міжнародного науково-технічного журналу «Вимірювальна та обчислювальна техніка в технологічних процесах», що виходить два рази на рік на базі Хмельницького національного університету, Скрипник Ю.О. обирається Головою редакційної колегії.
У 1998р. Ю.О.Скрипнику присвоєно почесне звання «Заслужений діяч науки і техніки України». 
З 2000р.він продовжує працювати професором кафедри, реорганізованої за новою назвою – кафедра автоматизації і комп'ютерних систем. 
Ю.О.Скрипник, науковець та педагог, опублікував 48 монографій, підручників та навчальних посібників, більше 330 статей в науково-технічних журналах і збірниках, отримав 980 авторських свідоцтв на винаходи і патентів на корисну модель, підготував 8 докторів і 41 кандидатів наук 4. 
Ю.О. Скрипник завжди і до останнього займав креативну позицію в діяльності, викладав навчальні дисципліни вищої школи на основі наукових здобутуів за час керівництва багатьма держбюджетними та госпдоговірними науково-дослідними роботами, входив до складу спеціалізованих вчених рад по захисту кандидатських та докторських дисертацій, вів підготовку докторів та кандидатів наук, магістрів(спеціалістів) та бакалаврів, був науковим керівником численних студентських науково-практичних конференцій тощо.
Закінчив Ю.О.Скрипник свій життєвий шлях 8 листопада 2014р. у віці 83 роки. Похований у м. Києві на Берковецькому кладовищі.

## Вибрані праці

### Монографії
- Скрипник Ю.А. Методы преобразования и выделения информации из гармонических сигналов,- Киев: Наукова думка, 1971,- 276 с.
- Скрипник Ю.А. Коммутационные цифровые измерительные приборы. -М.: Энергия, 1973. -136 с.
- Скрипник Ю.А. Измерительные устройства с коммутационно-модуляционными преобразователями,- Киев: Вища школа, 1975.-254 с,
- Скрипник, Ю. А. Модуляционные измерения параметров сигналов и цепей [] / Ю.А. Скрипник. - М. : Сов. радио, 1975. - 319 с. : ил. - Б. ц. УДК З848-04
- Орнатский П.П., Скрипник Ю.А, Скрипник В.И. Измерительные приборы периодического сравнения, [Текст] Москва : Энергия , 1975 .- 230, [1] c. .- ил.
- Скрипник Ю.А. Повышение точности измерительных устройств [] / Ю.А. Скрипник. - Киев : Техника, 1976. - 264 с. : ил. - Библиогр.: с. 259-263 (75 назв.). - 0.97 р. УДК З221 З842
- Скрипник Ю.А., Дубровный В.А., Танюк Б.А. Контроль параметров технологических процессов в легкой промышленности. – К.: Техніка, 1980. – 239с.
- Скрипник Ю.А., Григорьян Р.Л., Шалдыкин О.К. Автоматизаторы харпктеристик радиоэлектронных устройств. -К.: Техника, 1981. -248 с.
- Скрипник Ю.А., Глазков Л.А. Частотные методы контроля параметров технологических процессов. -К.: УМК ВО, 1991. -176 с.
- Таланчук П.М., Скрипник Ю.О., Дубровний В.О. Високоточні засоби вимірювання фізичних величин із самоналагодженням і автокорекцією похибок. – К.: Вид-во УЗМН, 1996. – 672 с.
- Головко Д.Б., Скрипник Ю.О., Хімічева Г.І. Структурно – алгоритмічні методи підвищення точності вимірювання температури. – К.: ФАДА ЛТД, 1999, - 206 с. 4
- Головко Д.Б., Скрипник Ю.О., Яненко О.П., Модуляционные НВЧ – измерители электрических и неэлектрических величин. – Научное издание. – К. „МП Леся", 2001 – 232с.,
- Микроволновая радиометрия физических и биологических объектов / Ю.А. Скрипник, А.Ф. Яненко, А.Ф. Манойлов, В.П. Куценко, Ю.Б. Гимпилевич ; под ред. Ю. А. Скрипник. — Житомир : Волынь, 2003. — 406 с. : ил. — Библиогр.: с. 386—399. — Имен. указ.: с. 405—406. — 	ISBN 966-690-062-9	.
- Методы и средства сверхвысокочастотной радиометрии / [Куценко В.П., Скрипник Ю.А., Шевченко К.Л. и др.] – Донецк: ІПШІ «Наука і освіта», 2011. - 324c.
- Радіометричний НВЧ-контроль властивостей матеріалів / [Куценко В.П., Скрипник Ю.А., Шевченко К.Л. и др.] – Донецк: ІПШІ «Наука і освіта», 2012. - 348c.

### Посібники
- Скрипник, Ю. А. Измерительные устройства с коммутационно-модуляционными преобразователями [Текст] : учебное пособие для студентов приборостроительных специальностей вузов / Ю. А. Скрипник. - Киев : Вища школа, 1975. - 255 с.
- Преобразователи технологических параметров с обратными связями [Текст] : учеб. пособие / Ю. А. Скрипник, В. И. Водотовка ; КТИЛП. - Киев : КТИЛП, 1979. - 91 с. : ил.
- Автоматизация фазоизмерительных устройств и систем [Текст] : учеб. пособие / Ю. А. Скрипник [и др.] ; КТИЛП. - Киев : УМК ВО, 1992. - 204 с. - 	ISBN 5-7763-0811-9
- Скрипник Ю.О. та інші. Автоматизація фазовимірювальних пристроїв i систем. Навчальний посібник /Ю.О.Скрипник, О.Ф.Яненко, I.Ю.Скрипник, Л.О.Глазков. -К.: НМК ВО, 1992. -172 с.
- Скрипник Ю.А., Присенко М.О., Хімічова А.І. Автоматичні терморезистивні перетворювачі фізичних величин / Навч. посібник.— К.: ІСДО,— 1994.— с. 132.— тир.1000 прим.— УДК 62-791.2/035.5/,— ISBN 5— 7763— 1890— 4
- Скрипник Ю.О., Присенко М.О., Дубровний В.О. Проектування засобів вимірювання з періодичним порівнянням: книга 1— Структура і похибки; книга 2— Проектування засобів вимірювання з періодичним порівнянням. Вимірювання співвідношень фізичних величин; книга 3— Проектування засобів вимірювання з періодичним порівнянням. Вимірювання із зрівноважуючим перетворенням / Навчапьний посібник ; Міносвіти України,— К.: 1997.— 754 с.,
- Проектування засобів вимірювання з періодичним порівнянням [Текст]: навч. посіб. для студ. вищ. навч. закл. / Ю.О.Скрипник, М.О.Присенко, В.О.Дубровний ; Київ. нац. ун-т технологій та дизайну.— К. : КНУТД,— Кн. 3 [перевид.]: Вимірювання із зрівноважуючим перетворенням.—2008. 266 с.

### Статті
- Скрипник Ю.А. Коммутационные параметричесуие преобразователи неэлектрических веоичин //Приборостроение. – Вып.26. – К.: Техника, 1970
- Скрипник Ю.О. Принципи побудови фазовимірювальних пристроїв з автоматичною корекцією похибок //Вісник АH УРСР, 1973, N 5.
- Скрипник Ю.А., Иванов В.А., Иванов Б.А. Тепловые шумы параметрической входной цепи в устройствах периодического сравнения электрических сигналов //Известия вузов. Приборостроение, 1974, N 8.
- Скрипник Ю.А., Скрипник В.И., Юрченко Ю.П. Автоматические измерители коэффициента мощности. Измерительная техника, 1976, № 10, с. 24-76.
- Скрипник Ю.А., Химичева А.И. Линеаризация и стабилизация характеристики преобразования термоэлектрического термометра //Измерительная техника. 1996. №5.
- Скрипник Ю. А., Яненко А. Ф., Манойлов В. Ф., Куценко В. П., Гімпілевіч Ю. Б. Мікрохвильова радіометрія фізичних і біологічних об'єктів. Житомир: Волинь, 63-69, 2003

### Винаходи
- Скрипник Ю.А. Способ определения сдвига фаз между двумя напряжениями и устройство для осуществления этого способа.     -А.с. СССР N 114891, Бюл. изобр. N 20, 1957.
- Скрипник Ю.А. Фазонечувствительный дифференциальный индикатор к полууравновешенным мостам переменного тока. -А.с. СССР N 119957, Бюл. изобр. N 7, 1959.
- Скрипник Ю.А., Хомяк В.А. Преобразователь электрической мощности. -А.с. СССР N 189941, Бюл. изобр. N 1, 1966.
- Способ измерения слабоконцентрированных растворов: а. с. N 851234 СССР, МКИ C01-N27/02, / М.А.Присенко, Ю.А.Скрипник, Г.М.Кабыш и В.И.Распопчук (СССР).— №2645726/18-25, заявл. 17.07.1979; опубл. 30.07.1981, Бюл.— N 28
- Способ определения концентраций бинарных технических растворов: а .с. №894538 СССР, МКИ G01-N27/52 / М.А.Присенко, Ю.А.Скрипник., А.И.Кравченко и B.И. Водотовка (СССР),— №2783919/18-25, заявл. 22.06.1979; опубл. 30.12.1981, Бюл.— N 48
- Устройство для измерения малых концентраций растворов: а.с. N 914977, МКИ G01-N23/24 / М.А.Присенко, Ю.А.Скрипник, B.И. Водотовка (СССР),— №2775433/18-09, заявл. 05.06.1979; опубл. 23.03.1982, Бюл.— N 11
- Кондратов В.Т., Григорьян Р.Л.., Скрипник Ю.А. Коммутационный фазометр. - А.с. СССР N 879499, Бюл. изобр. N 41, 1981.
- Скрипник Ю.А., Кравченко А.А., Примиский В.Ф. Тепловой газоанализатор. -А.с. СССР N 553530, Бюл. изобр. N 13, 1977.
- Скрипник Ю.А., Свиридов H.М. Емкостный влагомер.   -А.с. СССР N 1239577, Бюл. изобр. N 23, 1986.
- Скрипник Ю.А., Здоренко В.Г., Ольшанский В.С. Способ определения скорости распространения акустических колебаний в средах.-А.с. СССР N 1381343, Бюл. изобр. N 10, 1988.
- Скрипник Ю.А. и др. Устройство для контроля диэлектрических потерь веществ и материалов /Ю.А.Скрипник, А.H.Дыков, А.Б.Кипнис, В.А.Фролов, В.К.Черноморченко. -А.с. СССР N 1456859, Бюл. изобр. N 5, 1989.
- Скурихин В.И., Кондратов В.Т., Скрипник Ю.А. Способ измерения центральной частоты полосового фильтра. -А.с. СССР N 1456911. Бюл. изобр.  N 5, 1989.
- Скрипник Ю.А. и др. Устройство для измерения резонансной частоты электрической цепи /Ю.А.Скрипник, А.H.Дыков, А.В.Алексашин, Д.H.Ахонченко, В.А.Фролов. -А.с. СССР N 1597343, Бюл. изобр. N 37, 1990.
- Скрипник Ю.А. и др. Устройство автоматической настройки полосового фильтра /Ю.А.Скрипник, В.И.Водотовка, Ю.А.Сокурец, И.Ю.Скрипник. -А.с. СССР N1626336, Бюл. изобр. N 5, 1991.
- Скрипник Ю.А. и др. Устройство для измерения давления /Ю.А.Скрипник, В.А.Поддубный, В.И.Скрипник, В.И.Мондрус. -А.с. СССР   N 1703997, Бюл. изобр. N 1, 1992.
- Скрипник Ю.А. и др. Способ определения резонанса измерительной цепи и устройство для его осуществления /Ю.А.Скрипник, В.И.Скрипник, К.И.Маркусик, Д.H.Ахонченко. -А.с. СССР N 1725161, Бюл. изобр. N 13, 1992.
- Скрипник Ю.А. идр. Импульсно-фазовое устройство для контроля толщины /Ю.А.Скрипник, В.Г.Здоренко, В.И.Водотовка, В.В.Клушин. -А.с. СССР N 1747894, Бюл. изобр. N 26, 1992.
- Скрипник Ю.А., Дыков А.H., Ахонченко Д.H. Устройство для контроля объемной плотности диэлектрических материалов. -А.с. СССР N 1784904, Бюл. изобр. N 48, 1992.
- Скрипник Ю.А., Гуцало А.И. Способ определения фазового времени задержки и устройство для его осуществления. -А.с. СССР N 1817036, Бюл. изобр. N 19, 1993.
- Скрипник Ю.О., Потапов А.О. Надвисокочастотний вологомір. . -А.с. СССР N 1817036, Бюл. изобр. N 19, 1993.
- Пат. 79532 Україна, МПК G01N 22/00 (2013.01). Радіометричний пристрій для визначення спектральних характеристик матеріалів в низькоінтенсивних електромагнітних полях / Ю. О. Скрипник, К. Л. Шевченко, А. М. Слізков ; власник Київський національний університет технологій та дизайну. – № u201212192 ; заявл. 24.10.2012 ; опублік. 25.04.2013, Бюл. № 8. – 6 c.

## Нагороди та відзнаки
- Почесне звання «Заслужений діяч науки і техніки України» (Указ Президента України від 13 квітня 1998 року N 288/98) 2,
- Почесна грамота Кабінету Міністрів України (протокольне рішення Кабінету Міністрів від 24.09.2005 № 50),
- Нагрудний знак "Винахідник СРСР" (2001р.),
- лауреат Міжнародного відкритого рейтингу популярності та якості "Золота фортуна" у номінації "Кращий винахідник" (2001р.),
- переможець Всеукраїнського конкурсу «Кращий винахідник року» (2003р.),
- стипендіат Президента України (з 2006р.).